# Кај Хансен
Кај Михаел Хансен (Хамбург, 17. јануар 1963) је гитариста и певач немачког пауер метал бенда Гама реј. По неким фановима, Кај Хансен је „отац пауер метала“.

## Биографија
Његова музичка каријера је почела 1978. у бенду Ајрон фист, заједно са оснивачем и продуцентом бенда Ајрон сејвиор Пит Силком. 1984. године Хансен и Михаел Вајкат су основали Хеловин, у коме је Хансен свирао гитару и певао све док Михаел Киске није преузео микрофон на албумима Keeper of the Seven Keys part 1 и Keeper of the Seven Keys part 2. Хансен је напустио бенд због неслагања са другим члановима (Вајкат понајвише) и 1988. са својим старим пријатељем Ралфом Шеперсом основао Гама реј. Хансен се такође придружио Ајрон сејвиору као гитариста 1997, али их је напустио после пар година да би се више посветио свом матичном бенду. Успео је остварити веома успешну каријеру у Гама реј, издавши неколико албума и свирајући распродате концерте широм света.
Кај је учествовао у великом броју пројеката других музичара. Свирао је гитару и певао на албумима Блајнд гардијана Follow The Blind и Tales From the Twilight World. Заједно са Хамерфолом је снимио обраду чувене песме Хеловина "I Want Out". Такође је играо улогу патуљка Регрина рок опери Авантазија Тобијаса Самета. Године 2005. је гостовао на турнеји младог немачког спид метал бенда Стормвариор из свог родног Хамбурга, певајући класике са првог албума групе Хеловин Walls of Jericho, који је уједно и омиљени албум и највећи утицај чланова Стормвариора.

## Дискографија

### Хеловин
- (1985)
- (1987)
- (1988)

### Ајрон сејвиор
- (1997)
- (1998)
- (1999)
- (2001)

## Гостовања
- Са Ангром:
  -  - гитарски соло у песми ""
  -  - вокали у песми ""
- Са Блајнд гардијан:
  -  - вокали у песми ""
  -  - вокали у песми "Lost in the Twilight Hall", гитарски соло у "The Last Candle"
  -  - соло гитара у песми ""
- Са Хемерфол:
  - вокали у песми ""
  - помоћни вокал у песми ""
- Са Хевенли:
  -  - вокал у песми ""
- Са Стормвариор:
  -  - вокали и гитара у песмама "Chains Of Slavery" и "Heavy Metal is the Law"
  -  - помоћни вокали у песми "Heroic Death" и гитарски соло у песми ""